# 古鷹 (重巡洋艦)
古鷹（ふるたか）は大日本帝国海軍の古鷹型重巡洋艦1番艦である。艦名は広島県江田島の海軍兵学校そばにある古鷹山に由来する。平賀譲造船官が設計した。1942年10月、サボ島沖海戦で沈没した。

## 艦歴

### 建造経緯
大正時代中期までの日本海軍の主力巡洋艦は5500トン型軽巡洋艦で、同じ太平洋で強力な海軍を持つ米国のオマハ級軽巡洋艦に比べて軍艦性能で大きく後れを取っていた。平賀譲は基準排水量2,890トンの船体に5500トン型軽巡洋艦に匹敵する兵装を備えた軽巡洋艦「夕張」を設計し、軍艦設計技術の高さを世界に示した。平賀は「夕張」に引き続き、米国の15センチ砲搭載軽巡洋艦に対抗できる兵装を備えつつ、快速で中部太平洋まで行動できる高い航海性能を備えた偵察巡洋艦として、「夕張」の設計思想を引き継いだ7100トン級巡洋艦を設計した。これが古鷹型である。当初の計画では14センチ砲を搭載する予定だったが、1922年（大正11年）2月に終了したワシントン海軍軍縮条約で、巡洋艦が「排水量10,000トン以下、砲口径5インチ以上8インチ以下」と定義された一方、保有トン数の制限は設定されなかった。そのため搭載する主砲は、条約下で米国巡洋艦を上回る20センチ単装砲6基6門に変更された。
1922年（大正11年）8月11日、1番艦に「衣笠」、2番艦に「古鷹」の艦名が与えられた。10月9日、1番艦の艦名が「加古」に変更された（詳細は「加古」参照）。12月5日、「古鷹」は「加古」より18日遅れて三菱造船長崎造船所（現・三菱重工業長崎造船所）で起工した。1925年（大正14年）2月25日に進水、1926年（大正15年）3月31日に竣工し、横須賀鎮守府籍となった。「古鷹」竣工時点で「加古」はクレーンの事故などで竣工しておらず、竣工は7月20日と約4か月遅れた。この結果、11月29日の艦艇類別等級表の改訂で「古鷹」が1番艦となった。ただ計画段階から加古型（加古級）の呼称が浸透しており、改訂後も古鷹型と並んで加古型の表記が広く使われた。
「古鷹」と「加古」は20センチ単装砲を前甲板と後甲板の中心線上に3基ずつ並べ、煙突を巨大化し、航行性を高めるために波型の甲板を採用した事に特徴がある。ただ主砲の装填は人力式で、機械式に比べて給弾の遅さが建造当初から問題視されていた。準同型艦の青葉型重巡洋艦では機械装填式の20センチ連装砲塔3基6門に変更されており、建造当初の古鷹型と青葉型の外見上の大きな違いとなった。

### 竣工後
1926年（大正15年）4月1日、「古鷹」は第五戦隊に編入された。当初は「古鷹」、軽巡「名取」「由良」「川内」と5500トン型軽巡洋艦で戦隊を編制していた。9月25日、乗艦中の高松宮宣仁親王（海軍少尉）が長崎造船所で行われた重巡洋艦「青葉」の進水式に立ち会うため、「古鷹」も進水式に参加した。12月1日、第五戦隊は「古鷹」「加古」、軽巡「神通」「那珂」となった。
1927年（昭和2年）8月24日、第五戦隊は島根県の美保関沖で演習中に僚艦が衝突する美保関事件に遭遇した。「神通」「那珂」などが大破したが、「古鷹」は各艦と協力して沈没した駆逐艦「蕨」と損傷艦の救援に従事した。「古鷹」は戦艦「比叡」と共に損傷した「那珂」を護衛して舞鶴へ移動した。「那珂」乗艦中の皇族博義王が「古鷹」に移乗した。
1927年（昭和2年）12月1日の再編で、第五戦隊に「古鷹」「加古」「青葉」「衣笠」の重巡洋艦4隻が初めて揃った。「古鷹」は以降、太平洋戦争開戦まで3艦と共に第五、第六、第七戦隊を歴任した。1932年（昭和7年）2月1日、呉鎮守府籍に転籍した。1934年（昭和9年）6月29日、済州島沖で行われた演習に参加。
1936年（昭和11年）8月14日午前4時、訓練終了後に「青葉」「衣笠」「古鷹」が縦列で航行中、「衣笠」が「青葉」の艦尾に衝突事故を起こした。後続の「古鷹」は衝突せず、同年度では無事故で演習でも優秀な成績をおさめたことで評価が高まったという。
完成時に優秀な巡洋艦とされた古鷹型も、妙高型や高雄型など1万トン級巡洋艦の就役と、大正～昭和初期の兵装や主機関、軍事装備品の急速な進歩に伴い、昭和10年代には重巡洋艦として性能や装備の遅れが目立ってきた。このため「古鷹」と「加古」は日本の重巡洋艦としては例外的に大規模な近代化改修を施され、船体・主機関や主砲塔の全換装、上部構造の大幅な改装が施された。「古鷹」は「加古」より遅れて1937年（昭和12年）3月16日に呉海軍工廠で改修に着手し、1939年（昭和14年）4月30日に完成した。主砲塔は青葉型とほぼ同じ20.3センチ連装砲3基6門で、魚雷発射管を艦内から甲板上に移設し61センチ4連装魚雷発射管2基8門、九三式魚雷16本としたほか、高楼式の艦橋が連結構造になり、主機関の変更に伴って煙突が構造変更された（詳細は古鷹型重巡洋艦参照）。
「古鷹」と「加古」の排水量は竣工時、当初計画から1割増えてほぼ8,000トンとなり、喫水線が上がって舷窓が常に波浪をかぶるため「水族館」とも呼ばれたが、近代化改修でさらに1割増えて8,700トンとなった。日本海軍は1934年に水雷艇「友鶴」転覆事故が発生した後、艦艇全体で復原力の見直しが計られたが、事件後に大規模な改修を行った古鷹型の復原性能対策は排水量の増加に伴うバルジの増設程度にとどまり、平賀の造船設計思想の正しさを裏付けた。一方で古鷹型の設計当時の艦艇は、船体の強度を維持するため船体中心線上に隔壁を設置することが多く、「古鷹」も船体の軽量化と強度の両面から船体中央に隔壁が設置されていた。太平洋戦争開戦時には大口径の砲弾や爆発力の高い魚雷の開発が進み、命中した場合に片舷のみが浸水し傾斜が復原できなくなる危険性が指摘されていた。この問題は解消される機会がないまま「古鷹」は開戦を迎え、サボ島沖海戦で左舷への集中砲火を受けて沈没する一因になった。
1940年（昭和15年）5月2日、内閣首脳の体験航海のため横浜に入港。10月11日、紀元二千六百年特別観艦式で「加古」と共に供奉艦として参列した。1941年（昭和16年）3月1日の戦隊編制変更で、第一艦隊第六戦隊に「古鷹」「加古」「青葉」「衣笠の4隻が再び揃い、太平洋戦争開戦時の態勢が整った。9月15日、第六戦隊司令官に 五藤存知少将が就任した。

### 太平洋戦争緒戦
1941年（昭和16年）11月7日に第六戦隊（青葉、加古、衣笠、古鷹）は南洋部隊に編入され、グァム島攻略支援部隊としてグアム島攻略作戦に参加した。第六戦隊は11月30日に柱島泊地を出港して12月2日に母島に到着。12月4日の攻略部隊の母島出撃に続いて第六戦隊も出撃して敵水上部隊に備え、上陸成功後はトラックへ向かい12月12日に到着した。
グアム島攻略と同じ頃行なわれたウェーク島攻略作戦は失敗に終わっており、第二次攻略作戦には第六戦隊も投入されることとなった。第六戦隊はウェーク島攻略支援部隊となった。第六戦隊は12月13日にトラックを出港して12月16日にルオットに到着。12月21日に攻略部隊などが出撃し、第六戦隊もそれに続いて出撃した。ウェーク島は12月23日に攻略された。第六戦隊はウェーク島東方を行動し、攻略後は南下して攻略部隊の支援にあたり、12月25日にルオットに帰投。1942年（昭和17年）1月7日にルオットを出港し、1月10日にトラックに到着した。

#### 珊瑚海海戦
1942年5月上旬、古鷹以下第六戦隊はMO（ポートモレスビー）攻略部隊に所属し、珊瑚海海戦に参加した。五藤少将が指揮するMO攻略部隊主隊は「青葉」「加古」「衣笠」「古鷹」、空母「祥鳳」、駆逐艦「漣」で編制されていた。
5月7日、MO攻略部隊は空母「ヨークタウン (USS Yorktown, CV-5) 」「レキシントン (USS Lexington, CV-2) 」攻撃隊の空襲を受けた。「祥鳳」が沈没し、第六戦隊は乗員の救助を行ったが、退避命令が出たため現場海域を離れた。20時40分、第六戦隊から「古鷹」と「衣笠」がMO機動部隊に編入され、「青葉」「加古」と分かれた。
5月8日朝、「古鷹」と「衣笠」はMO機動部隊（空母「瑞鶴」「翔鶴」、重巡「妙高」「羽黒」、駆逐艦6隻《曙、潮、有明、夕暮、白露、時雨》）と合流した。ただ「第六戦隊ハ航空戦隊ノ後方五キロニ続行セヨ」以外の指示がなく、また空母を中心とした輪形陣を組まなかったため、各艦は単独で米軍機動部隊艦載機の空襲に対処する事になった。「古鷹」と「衣笠」は「翔鶴」の後方約8,000 m地点を航行中に空襲を受けた。「翔鶴」が大破したため、「古鷹」は「衣笠」「夕暮」「潮」と共に、戦場を離脱する「翔鶴」を一時的に護衛した。
珊瑚海海戦の結果、ポートモレスビーの攻略は延期となり、第六戦隊は本土で整備を行うことになった。「古鷹」は6月5日に呉に到着した。ミッドウェー海戦で大敗した日本海軍はソロモン諸島防備を強化する方針を打ち出し、第六戦隊4隻は南方へ戻った。「古鷹」は7月4日、トラック泊地に到着した。

### ガダルカナル島の戦い
1942年（昭和17年）8月7日、米軍はツラギ島とガダルカナル島に上陸し、南太平洋での本格的な反攻に転じた。ラバウルに向かっていた第六戦隊はガダルカナル島上陸の急報を受け、急きょ三川軍一中将の指揮下で重巡「鳥海」、軽巡「天龍」「夕張」、駆逐艦「夕凪」と共に『挺身艦隊（挺身攻撃隊）』を編制した。艦隊は単縦陣を採り、「鳥海」「青葉」「加古」「衣笠」の後に「古鷹」が続いた。
8月8日深夜、同島北部のサボ島南側水道に突入し、午後11時43分に輸送船団を護衛していた米豪連合軍艦隊と最初の夜戦に入った。直後に雷撃を受けた豪重巡「キャンベラ (HMAS Canberra, D33) 」が炎上して「古鷹」に接近し、さらに右舷から魚雷2本が接近したため、「古鷹」は左に転舵した。この結果、先行艦と分離し、「天龍」「夕張」が後に続いた。午後11時53分、「鳥海」がサボ島北側水道の別艦隊を発見し、米重巡「アストリア (USS Astoria, CA-34) 」に砲撃を加えた。この戦闘で、先行艦4隻と、分離した「古鷹」など3隻が期せずして左右から連合軍艦隊を挟撃する陣形となった。連合軍は重巡4隻が沈没し、日本が勝利を収めた。記録によれば、「古鷹」は主砲153発、高射砲94発、25粍機銃147発を発射した。
海戦後、第六戦隊4隻は「鳥海」「天龍」「夕張」「夕凪」と分かれ、ニューアイルランド島カビエンへ向かった。8月10日朝、「加古」が米潜水艦「S-44 (USS S-44, SS-155) 」の魚雷攻撃により沈没した。第六戦隊各艦はカッターボートなどを降ろしてカビエンへ向かった。その後、「古鷹」など第六戦隊3隻はカビエンで「加古」の乗員を収容した。
8月、「古鷹」「青葉」「衣笠」の第六戦隊と「鳥海」はガダルカナル島に兵員の揚陸を目指す輸送船団を支援するため、同島北方に向かったが、8月24 - 25日に起きた第二次ソロモン海戦で第六戦隊が交戦する機会はなかった。8月27日夕刻、「古鷹」は「青葉」と共にショートランド泊地に到着した。

### 沈没
第二次ソロモン海戦に敗れて兵員揚陸に失敗した日本軍は、ガダルカナル島への昼間の大規模な輸送揚陸が困難になったことを認識し、高速の駆逐艦による反復輸送（鼠輸送）への転換を余儀なくされた。さらに米軍が同島に完成させたヘンダーソン飛行場の無力化が、戦略上の喫緊の課題となった。ヘンダーソン基地艦砲射撃の作戦が立案され、10月11日、五藤少将が率いる第六戦隊と第11駆逐隊の「初雪」「吹雪」がガダルカナル島に向かった。飛行場砲撃に先行してガダルカナル島への揚陸作戦が行われ、周辺海域には水上機母艦「日進」「千歳」、駆逐艦「秋月」「綾波」「白雪」「叢雲」「朝雲」「夏雲」の輸送隊が行動中だった。当時、輸送隊や基地航空隊は米艦隊の動向をつかんでおらず、日本側は米軍が水上部隊で反撃する可能性は低いと判断していた。だが米軍は重巡洋艦2隻、軽巡洋艦2隻、駆逐艦5隻が迎撃の態勢を整え、10月11日夜間に第六戦隊をサボ島沖で迎え撃った。
10月11日夜、旗艦「青葉」は第六戦隊の左前方に出現した米艦隊を、「日進」などの輸送隊と誤認し、「我レ、アオバ」と発信。21時43分、米軍が放った照明弾下で砲撃を受け、初弾が艦橋を貫通して五藤少将らが戦死した。「青葉」は右に転舵し、煙幕を張って避退した。後続の「古鷹」は吊光弾を見て左に転舵し右砲戦に備えたが、「青葉」の右転舵を見て右に変針した。
しかし「古鷹」は煙幕に入りきれず、米艦隊の砲撃で魚雷の酸素が誘爆して大火災となり、夜間で格好の射撃目標となった結果、三番砲塔旋回不能、魚雷発射管破壊、機関室砲弾貫通、左舷浸水、機関故障と被害が拡大した。「古鷹」は主に高射砲で応戦、主砲発射弾数は40発以下だったが、第二射以後で敵3番艦に損害を与えたという。「青葉」は「古鷹」に砲火が集中する間に海戦域から離脱した。
「青葉」「衣笠」「初雪」が離脱して海戦が終了した後も「古鷹」は海上に浮かんでいたが、水線下への被弾による浸水が進み、22時40分頃に航行不能となった。米駆逐艦とみられる艦が接近したが反転し、交戦はなかった。救援に向かっていた「初雪」との交信に成功し、報告した位置より西に流されていた「古鷹」を「初雪」が発見した。すでに左舷への傾斜が激しく、「初雪」は接舷を断念した。軍艦旗を降ろした後、「古鷹」は艦尾から沈没した。沈没時刻10月12日午前0時28分、沈没地点サボ島の310度22浬。荒木艦長ほか生存者は「初雪」に救助されたが、日の出以降に空襲が予想されたため救助活動は午前2時で打ち切られた。「初雪」はカッターボート2隻と円材を海上に残して帰投した。
「古鷹」の救援に日進輸送隊から第9駆逐隊の「朝雲」と「夏雲」、第11駆逐隊の「白雪」 「叢雲」が向かったが、「夏雲」と「叢雲」が空襲で沈没した。10月16日時点での「古鷹」乗員の戦死者は33名（内士官2）、行方不明者は225名（内士官16）、救助518名（内士官34）で、生存者の一部はニュージーランドの収容所と米軍捕虜尋問所「トレイシー」に移送された。11月10日、「古鷹」は除籍された。同日、第六戦隊は解隊。「古鷹」の乗員は「青葉」に乗艦し呉に帰投した。

## 発見
ポール・アレン創業の調査チームが本艦をサボ島の沖合北西水深1,400 m地点で発見したと発表した。同チームは2019年2月25日の時点で発見していたという。

## エピソード
- 「古鷹」には1926年（大正14年）5月1日～12月1日まで高松宮宣仁親王が乗艦していた[73]。宣仁親王は後年も「古鷹」での生活を懐かしんだ。高松宮日記によると、1927年（昭和2年）8月6日に戦艦「比叡」の乗員として古鷹を見た時「今日はじめて『比叡』にくらす。（中略）いやだいやだと云つて乗つけられた艦だから一層いやだ。目の前の『古鷹』がなつかしい」と記し[74]、8月15日に「古鷹」を再訪した際には「『古鷹』についであり、久し振りに行く。山浦君当直で駄目だつたが、会へたのでうれ〔し〕かつた。瀬下兵曹に電路図をかいてもらつて帰る。とてもいゝ。『比叡』なんか駄目ヽ」と残した[75]。8月24日の美保関事件時は「比叡」に乗艦していたが、博義王が古鷹に移乗したと聞いて「『古鷹』なら僕と代りたいものだ」と羨んだ[19]。
- 1939年（昭和14年）11月15日から1940年（昭和15年）10月15日まで、海軍砲術学校教官黛治夫中佐が副長を務めた[76][77]。この間、砲術科の黛が指導したことで、「古鷹」は戦闘訓練で抜群の成績を収めたという[78]。

## 歴代艦長
※『艦長たちの軍艦史』87-89頁、『日本海軍史』第9巻・第10巻の「将官履歴」に基づく。

### 艤装員長
1. 塩沢幸一 大佐：1925年5月15日[79] - 1926年3月31日[80]

### 艦長
1. 塩沢幸一 大佐：1926年3月31日[80] - 1926年12月1日[81]
2. 菊井信義 大佐：1926年12月1日[81] - 1927年11月15日[82]
3. 有馬寛 大佐：1927年11月15日[82] - 1928年12月10日[83]
4. 大西次郎 大佐：1928年12月10日[83] - 1929年11月30日[84]
5. 田尻敏郎 大佐：1929年11月30日[84] - 1930年12月1日[85]
6. 町田進一郎 大佐：1930年12月1日[85] - 1931年12月1日[86]
7. 神山忠 大佐：1931年12月1日[86] - 1932年12月1日[87]
8. 高山忠三 大佐：1932年12月1日[87] - 1933年11月15日[88]
9. 斎藤二朗 大佐：1933年11月15日[88] - 1934年11月15日[89]
10. 角田覚治 大佐：1934年11月15日[89] - 1935年11月15日[90]
11. 水野準一 大佐：1935年11月15日[90] - 1936年12月1日[91]
12. 大塚幹 大佐：1936年12月1日[91] - 1937年12月1日[92]
13. 友成佐市郎 大佐：1937年12月1日[92] - 1938年4月20日[93]
14. 岡村政夫 大佐：1938年4月20日[93] - 1938年12月15日[94]
15. 伊藤皎 大佐：1938年12月15日[94] - 1939年11月15日[77]
16. 白石万隆 大佐：1939年11月15日[77] - 1940年10月19日[95]
17. 中川浩 大佐：1940年10月19日[95] - 1941年11月28日[96]
18. 荒木伝 大佐：1941年11月28日[96] - 1942年11月10日[97]